# Јепурени (Андриешени)
Јепурени (рум. Iepureni) насеље је у Румунији у округу Јаши у општини Андриешени. Oпштина се налази на надморској висини од 60 m.

## Становништво
Према подацима из 2002. године у насељу је живело 90 становника, од којих су сви румунске националности.